# Bilan saison par saison du SV Zulte Waregem
Cette page présente les résultats saison par saison du SV Zulte Waregem, une équipe de football belge. Le club a disputé 26 saisons dans les divisions nationales belges, auxquelles il accède pour la première fois en 1991.

## Tableau de résultats
| Ordre | Saison  | Nom du club      | Niveau             | Classement final | Remarques                   |
| ----- | ------- | ---------------- | ------------------ | ---------------- | --------------------------- |
| 1     | 1991-92 | Zultse VV        | Promotion série A  | 6e/16            |                             |
| 2     | 1992-93 | Zultse VV        | Promotion série A  | 5e/16            |                             |
| 3     | 1993-94 | Zultse VV        | Promotion série A  | 3e/16            | Tour final!                 |
| 4     | 1994-95 | Zultse VV        | Promotion série A  | 1er/16           | Champion et promu!          |
| 5     | 1995-96 | Zultse VV        | Division 3 série A | 14e/16           | Barrages!                   |
| 6     | 1996-97 | Zultse VV        | Division 3 série A | 14e/16           | Relégué après les barrages! |
| 7     | 1997-98 | Zultse VV        | Promotion série A  | 10e/16           |                             |
| 8     | 1998-99 | Zultse VV        | Promotion série A  | 1er/16           | Champion et promu!          |
| 9     | 1999-00 | Zultse VV        | Division 3 série A | 4e/16            |                             |
| 10    | 2000-01 | Zultse VV        | Division 3 série A | 2e/16            | Tour final!                 |
| 11    | 2001-02 | SV Zulte-Waregem | Division 3 série A | 1er/16           | Champion et promu!          |
| 12    | 2002-03 | SV Zulte-Waregem | Division 2         | 4e/18            | Tour final!                 |
| 13    | 2003-04 | SV Zulte-Waregem | Division 2         | 5e/18            |                             |
| 14    | 2004-05 | SV Zulte-Waregem | Division 2         | 1er/18           | Champion et promu!          |
| 15    | 2005-06 | SV Zulte Waregem | Division 1         | 7e/18            |                             |
| 16    | 2006-07 | SV Zulte Waregem | Division 1         | 14e/18           |                             |
| 17    | 2007-08 | SV Zulte Waregem | Division 1         | 7e/18            |                             |
| 18    | 2008-09 | SV Zulte Waregem | Division 1         | 5e/18            |                             |
| 19    | 2009-10 | SV Zulte Waregem | Division 1         | 6e/16            | Play-offs 1                 |
| 20    | 2010-11 | SV Zulte Waregem | Division 1         | 11e/16           | Play-offs 2                 |
| 21    | 2011-12 | SV Zulte Waregem | Division 1         | 13e/16           | Play-offs 2                 |
| 22    | 2012-13 | SV Zulte Waregem | Division 1         | 2e/16            | Play-offs 1                 |
| 23    | 2013-14 | SV Zulte Waregem | Division 1         | 4e/16            | Play-offs 1                 |
| 24    | 2014-15 | SV Zulte Waregem | Division 1         | 12e/16           | Play-offs 2                 |
| 25    | 2015-16 | SV Zulte Waregem | Division 1         | 6e/16            | Play-offs 1                 |
| 26    | 2016-17 | SV Zulte Waregem | Division 1A        | 6e/16            | Play-offs 1                 |
| 27    | 2017-18 | SV Zulte Waregem | Division 1A        | 9e/16            | Play-offs 2                 |
| 28    | 2018-19 | SV Zulte Waregem | Division 1A        | 11e/16           | Play-offs 2                 |
| 29    | 2019-20 | SV Zulte Waregem | Division 1A        | 9e/16            |                             |
| 30    | 2020-21 | SV Zulte Waregem | Division 1A        | 10e/18           |                             |
| 31    | 2021-22 | SV Zulte Waregem | Division 1A        | 16e/18           |                             |
| 32    | 2022-23 | SV Zulte Waregem | Division 1A        | 17e/18           | Relégué                     |
| 33    | 2023-24 | SV Zulte Waregem | Division 1B        | 5e/16            |                             |
| 34    | 2024-25 | SV Zulte Waregem | Division 1B        | 1er/16           | Champion et promu!          |
| 35    | 2025-26 | SV Zulte Waregem | Division 1A        | ... /16          |                             |